# Hans Pippart
Hans Martin Pippart foi um piloto alemão durante a Primeira Guerra Mundial. Abateu 22 aeronaves inimigas, o que fez dele um ás da aviação. Pilotanto um Roland D.II, alcançou a sua primeira vitória aérea na frente oriental contra uma aeronave russa. Em 11 de Agosto de 1918, após atacar um balão de observação, Pippart saltou da sua aeronave Fokker e, morreu, porque o seu paraquedas não abriu.